# Nadia Ghulam

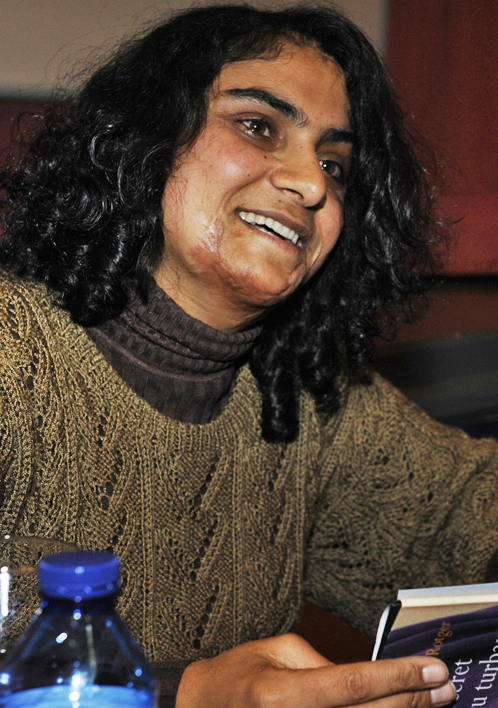
Nadia Ghulam, 2012

Nadia Ghulam Dastgir (paschtunisch نادیه غلام دستګیر, persisch نادیا غلام دستگیر, geb. 4. Juni 1985 in Kabul) ist eine afghanische Frau, die sich zehn Jahre lang als ihr toter Bruder ausgab, um den strengen Auflagen der Taliban gegen Frauen zu entgehen. Ihr zusammen mit Agnès Rotger verfasstes und 2010 veröffentlichtes Buch El secret del meu turbant (Das Geheimnis meines Turbans: Als Junge verkleidet unter den Taliban) wurde mit dem Prudenci-Bertrana-Preis für Belletristik ausgezeichnet.

## Leben und Publikationen
Im Jahr 1993 wurde ein Teil des Hauses von Ghulams Familie durch eine Bombe zerstört. Sie verbrachte insgesamt zwei Jahre in verschiedenen Krankenhäusern, um die Verletzungen behandeln zu lassen, die sie bei dem Bombenangriff erlitten hatte. Nachdem die Taliban die Kontrolle über Kabul übernommen hatten, beschloss Nadia im Alter von 11 Jahren zusammen mit ihrer Mutter, sich als Junge zu verkleiden und die Identität ihres toten Bruders Zelmai anzunehmen, damit sie das Haus alleine verlassen und arbeiten konnte, um ihre Familie zu unterstützen. Als Junge studierte sie den Koran und wurde Assistentin in einer Moschee. Mit 16 Jahren durfte sie ihre Schulausbildung wieder aufnehmen.
Mit dem Ausbruch eines weiteren Krieges in Afghanistan zu Beginn des 21. Jahrhunderts wurde Ghulams Geschichte einigen Westlern bekannt und diente 2003 als Grundlage für den Film Osama von Siddiq Barmak. 2006 ermöglichte die Associació per als Drets Humans a l’Afganistan (Vereinigung für Menschenrechte in Afghanistan), eine internationale Nichtregierungsorganisation in Kabul, ihre Übersiedlung nach Katalonien, Spanien, wo sie eine gesichtsrekonstruktive Operation erhielt.
Zusammen mit Agnès Rotger veröffentlichte sie 2010 El secret del meu turbant (Das Geheimnis meines Turbans: Als Junge verkleidet unter den Taliban), das mit dem Prudenci-Bertrana-Preis für Belletristik ausgezeichnet wurde. 2014 veröffentlichte sie mit Joan Soler i Amigó Contes que em van curar (Geschichten, die mich heilten), das mit der Mención Especial Mare Terra ausgezeichnet wurde, und 2016 mit Javier Diéguez La primera estrella de la noche (Der erste Stern der Nacht). 2016 erwarb sie einen Bachelor-Abschluss in Sozialpädagogik und 2019 einen Master-Abschluss in internationaler Entwicklung. Sie tritt auch in Nadia auf, einer dramatisierten Dokumentation über ihre Geschichte von Carles Fernández Giua.
2016 gründete Ghulam Ponts per la pau (Brücken für den Frieden), eine NGO, die Sprachkurse für Migranten in Katalonien anbietet und außerdem Schulkinder in Afghanistan mit Materialien und Leseaufgaben unterstützt.

## Ausbildung
2009: Associate Degree in Informatik, Institut La Pineda, Badalona (Spanien)
2011: Associate-Abschluss in Sozialer Integration, Institut Eugeni d’Ors de Badalona (Spanien)
2016: Bachelor-Abschluss in Sozialpädagogik, URL Facultat Pere Tarrés, Barcelona (Spanien)
2019: Master-Abschluss in internationaler Entwicklung, Institut Barcelona D’Estudis Internacionals (Spanien)

## Auszeichnungen
2010: Literaturpreis von Girona: Prudenci-Bertrana-Preis für El secret del meu turbant
2016: Primis Trencant Invisibilitats 2016 für Soziale Transformation und Überwindung von Geschlechterstereotypen, Städtischer Frauenrat, Badalona (Spanien)
2020: Premis Ones Mención especial Mare Terra de la XXVI edición de los Premis Ones Mediterrània, für Aktivismus und Friedensförderung in Katalonien
2020: Preis für sozialpädagogische und e-inclusive Maßnahmen, Esplai Foundation for Committed Citizenship